# カルーゼル広場
カルーゼル広場（Place du Carrousel）は、パリの1区にある公共の広場で、ルーヴル美術館の中庭の一方が開かれた部分にあり、かつて1871年まではそこにテュイルリー宮殿があった。美術館とテュイルリー庭園の間に位置し、テュイルリー庭園の東端にある。ちなみに西端にはコンコルド広場がある。
"carrousel" とは、軍事馬場馬術の一種を意味している。カルーゼル広場がそう呼ばれるようになったのは1662年のことで、ルイ14世がそこで馬場馬術を行わせて観覧したことに由来する。

## 歴史

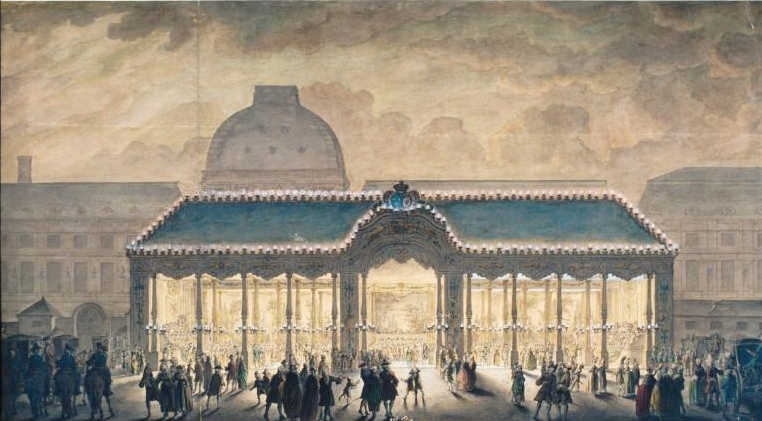
ルイ16世の即位と結婚に関連してカルーゼル広場に建てられた建物（1775年）。背後にテュイルリー宮殿がある。

1789年10月5日のヴェルサイユ行進をきっかけに、国王ルイ16世、王妃マリー・アントワネットとその子供たち、さらには王弟プロヴァンス伯（後のルイ18世）とその妻、そして王妹マダム・エリザベートらはヴェルサイユ宮殿からテュイルリー宮殿に移り、議会の監視下に置かれることになった。このテュイルリー宮殿での監禁の間、王室の人々をフランスから脱出させる様々な計画が持ち上がった。王妃は王と離れたくないという理由からそのいくつかを拒否している。他の計画は優柔不断な王のせいで実行できなかった。国王一家の脱出が実際に決行されたのはだいぶ遅れて1791年6月21日であった。同時に逃亡したプロヴァンス伯は亡命に成功したが、国王一家の試みは失敗に終わった（ヴァレンヌ事件）。逃亡の約24時間後、ヴァレンヌ＝アン＝アルゴンヌで国王一家らは捕まり、1週間でパリに連れ戻された。
1792年6月20日、群衆がテュイルリー宮殿に乱入し、フランス国家への忠誠の象徴である赤い帽子（フリジア帽）を国王に被せるという事件が発生した。
同じ年の8月10日事件では、武装した群衆がテュイルリー宮殿に押し寄せ国王一家は隣の立法議会に避難せざるを得なかった。約1時間半後、宮殿は群衆に蹂躙され、スイス傭兵たちが虐殺された。約700人が殺され、その血まみれの死体が宮殿前の広場（当時は「カルーゼル競技場 (Cours du Carrousel)」と呼ばれていた）や宮殿の庭園やセーヌ川の土手に並べられた。8月13日、国王一家はタンプル塔に幽閉された。
1792年8月21日、カルーゼル広場にギロチン台が立てられた。その後2回ほど短期間だけ撤去されたが、1793年5月11日までそこにあった。ここで、総勢35人が処刑された。
1793年8月2日、かつてギロチン台のあった場所に前月亡くなった革命指導者ジャン＝ポール・マラーを称えた木製のピラミッドが建設された。碑文には「今は亡きマラーの魂に。（フランス革命暦）1年7月13日没。彼は墓の下からも、まだ反逆者を震えさせる。危険な手は人々の愛情を妨げた」と記されていた。また、暗殺された際に浸かっていた坐浴槽と机もそこに展示された。これらの遺品は1794年7月28日まで置かれていた。
1848年革命の際、テュイルリー宮殿は暴徒に略奪され、ひどい損傷を被った。1871年5月23日午後7時、パリ・コミューンが制圧されようとしている最中に、コミューンの命で12人の男が可燃物（石油など）を使ってテュイルリー宮殿に火を放った。火は48時間燃え続け、宮殿は焼け落ちた。焼け跡の廃墟は11年間そのまま放置されていた。1882年、フランス国民議会は廃墟の撤去を議決し、感傷から反対する意見もあったが1883年に撤去が実施される。焼け跡から見つかった品々は個人企業家に売却された。
宮殿が撤去され更地となった場所は公共の広場とされ、1662年以来の名称である「カルーゼル広場」と呼ばれるようになった。

## カルーゼル凱旋門

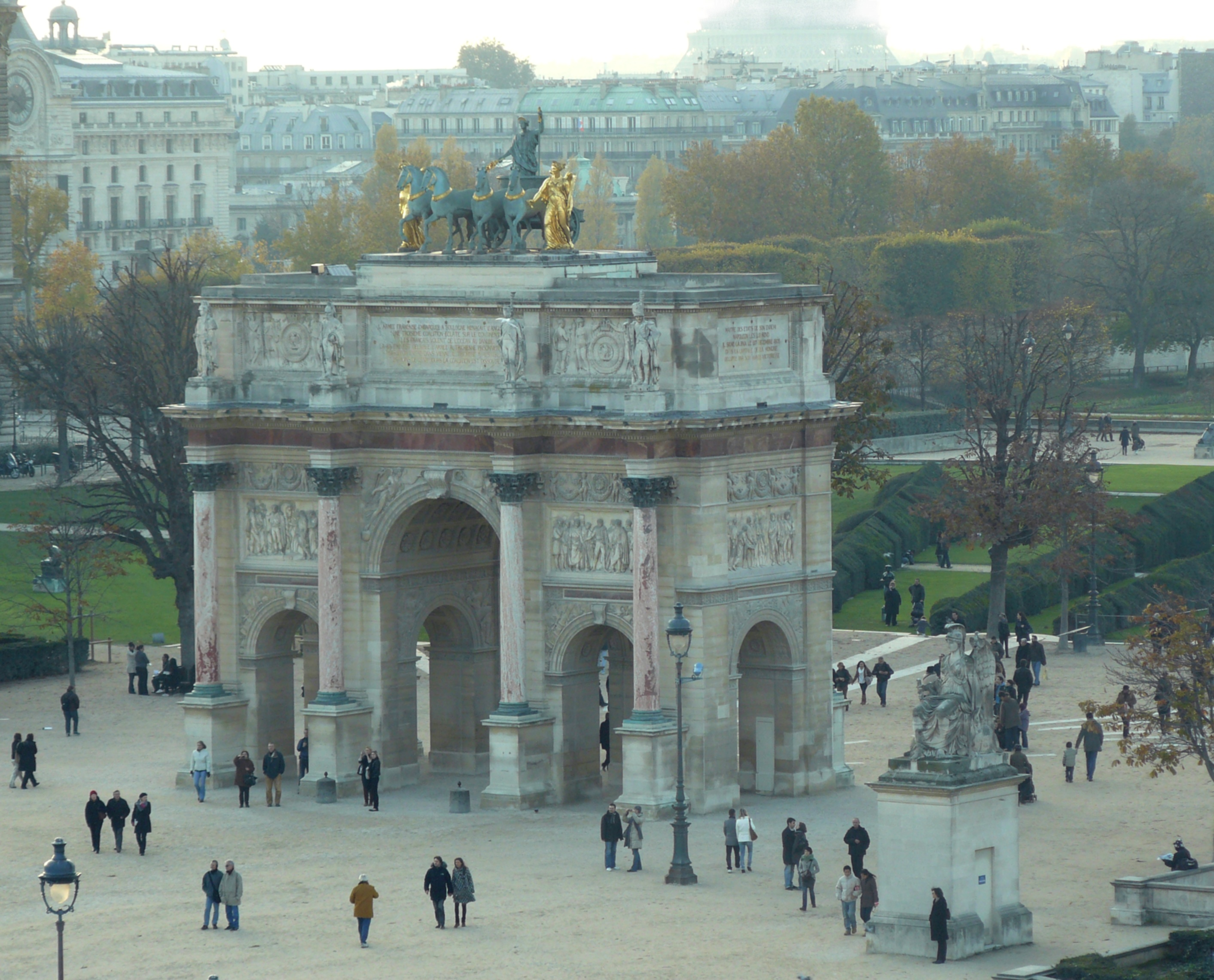
カルーゼル凱旋門

1806年から1808年にテュイルリー宮殿の門として建設されたカルーゼル凱旋門 (Arc de Triomphe du Carrousel) は、宮殿撤去後のカルーゼル広場で最も目立つ建物となった。これはナポレオンのそれまでの戦勝を記念して1806年に建設が始まった凱旋門である。これより有名なエトワール凱旋門も同じ年に設計されたが、建設には13年かかり、大きさもほぼ倍である。